# Dragović
Dragović es una localidad de Croacia en el ejido de la ciudad de Pakrac, condado de Požega-Eslavonia.

## Geografía
Se encuentra a una altitud de 221 m s. n. m. a  km de la capital nacional, Zagreb.

## Demografía
En el censo 2021 el total de población de la localidad fue de 44 habitantes.
| Gráfica de población de Dragović 1857-2021                          |
|                                                                     |
| Según los censos de población de la oficina estadística de Croacia. |

## Guerra de Croacia
La localidad fue asiento de una fuerte confrontación entre croatas y serbocroatas en el segundo semestre de 1991 en el marco de la Guerra de Croacia (1991/95).